# Hanna Onystchenko
Hanna Onystchenko est une femme politique ukrainienne. Née le 15 octobre 1984 à Kiev.
En 2007 elle est diplômée de l'Université nationale Taras-Chevtchenko de Kiev en droit, en 2017 de l'Académie nationale d'administration. Elle fut à partir de 2016 enseignante à l'Université nationale Taras-Chevtchenko.

## Biographie

### Carrière politique
Elle est ministre du Gouvernement Iatseniouk II.

### Autrice
De livre pour enfant : "Petit Mouk" (2016), "Les aventures du nouvel an de Morozenko" (2017), "Nikitas Borovytchok" (2017) et "L'ordre secret de la grande Stingray" (2020).